# 稗貫俊文
稗貫 俊文（ひえぬき としふみ、1946年7月 - ）は、日本の法学者。学位は、法学博士（北海道大学・論文博士・1984年）。北海道大学名誉教授。北海学園大学教授。北海道生まれ。

## 来歴

### 学歴
- 1972年 北海道大学法学部卒業
- 1974年 北海道大学大学院法学研究科修士課程修了
- 1978年 同博士課程満期取得退学[1]
- 1984年 法学博士[2]

### 研究歴
- 1978年 北海道大学法学部助手
- 1981年 同大学退官、図書館情報大学図書館情報学部助教授
- 1986年 同大学退官、金沢大学法学部助教授
- 1987年 同教授
- 1991年 同大学退官、北海道大学法学部教授（経済法・国際経済法担当）
- 2000年 同研究科法学研究科教授（組織変更）[3]
- 2010年 3月、北海道大学停年退官、4月北海道大学名誉教授。北海学園大学大学院法務研究科教授（経済法・知的財産法担当）・同法学部教授（知的財産法担当）
- 2024年 3月、北海学園大学大学院法務研究科廃止に伴い、北海学園大学大学院法学研究科特任教授

### その他
横田正俊記念賞専攻委員。

## 研究対象
- 専門は独占禁止法を中心とする経済法であるものの、会社法に近い企業結合規制や知的財産権と独占禁止法、さらには、国際経済法までも研究対象とする。

## 主要著書
- 『知的財産権と独占禁止法』（有斐閣、1994年）
- 實方謙二・厚谷襄児・向田直範・和田健夫と共編『教材・解説独占禁止法』（弘文社、1996年初版・2001年第2版）
- 糸田省吾・厚谷襄児・向田直範・和田健夫と共編『条解 独占禁止法』（弘文社、1997年）
- 厚谷襄児と共編『別冊ジュリスト 独禁法審決・判例百選（第6版）』（有斐閣、2002年）
- 丹宗暁信ほか編『独占禁止手続法』（分担執筆、有斐閣、2002年）
- 向田直範ほか共著『経済法－独占禁止法と競争政策』（有斐閣、第7版補訂版2015年・初版1996年）
- 『市場・知的財産・競争法』（有斐閣、2007年）
- 『競争法の東アジア共同市場』（編著、日本評論社、2008年）

## 論文
- 稗貫俊文「米国における特許ライセンス契約上の制限と反トラスト政策 : 特許の「権利範囲」論の検討」北海道大学 博士（法学）甲第1700号、1981年、NAID 500000263230。
- 稗貫俊文「価格拘束特許実施許諾契約と反トラスト法(資料)」『北大法学論集』第27巻第1号、北海道大学大学院法学研究科、1976年8月、59-113頁、ISSN 03855953、NAID 40003524273。
- 稗貫俊文「価格拘束特許実施許諾契約と反トラスト法」『北大法学論集』第27巻第1号、北海道大学法学部、1976年8月、59-113頁、ISSN 0385-5953、NAID 120000960141。
- 実方謙二, 稗貫俊文, 和田健夫「再販売価格維持・専売制・テリトリ-制規制の比較法的検討-中-(資料)」『北大法学論集』第33巻第5号、北海道大学法学部、1983年、1291-1323頁、ISSN 03855953、NAID 120000957567。
- 稗貫俊文「技術情報の取引と独占禁止法」『公正取引』第418号、公正取引協会、1985年8月、30-37頁、ISSN 04256247、NAID 40001218857。
- 稗貫俊文「米国政府における知的所有権と反トラスト政策」『公正取引』第453号、公正取引協会、1988年7月、17-22頁、ISSN 04256247、NAID 40001219266。
- 稗貫俊文「知的財産権と私的独占」『北大法学論集』第40巻5・6-上、北海道大学法学部、1990年8月、1375-1412頁、ISSN 03855953、NAID 120000956854。
- 稗貫俊文「テクノロジーの発展と競争政策の課題 (特集 独占禁止法施行50周年)」『公正取引』第561号、公正取引協会、1997年7月、54-57頁、ISSN 04256247、NAID 40001215760。
- 稗貫俊文「日本の医薬品産業と研究開発--競争政策の観点から」『知的財産法政策学研究』第1号、北海道大学大学院法学研究科21世紀COEプログラム「新世代知的財産法政策学の国際拠点形成」事務局、2004年3月、133-157頁、ISSN 18802982、NAID 120002277529。
- 稗貫俊文「日本の独禁法の実体規定の構造的な特徴について」『金沢法学』第48巻第2号、金沢大学、2006年3月、185-216頁、ISSN 0451324X、NAID 110004812414。
- 稗貫俊文「「排除型私的独占に係る独占禁止法上の指針」の検討 (和田健夫名誉教授記念号)」『商學討究』第71巻臨時号、小樽商科大学、2021年1月、45-65頁、ISSN 0474-8638、NAID 120006958140。